# محمدرضا صباغیان
محمدرضا صباغیان بافقی (متولد ۱۳۴۷ در بافق)، سیاستمدار  اصلاح‌طلب و نماینده حوزه انتخابیه مهریز، بافق، بهاباد، ابرکوه و خاتم در دوره دهم، یازدهم و دوازدهم مجلس شورای اسلامی است.
وی همچنین عضو کمیسیون شوراها و امور داخلی مجلس، عضو کمیسیون مشترک رسیدگی به لایحه شفافیت و عضو ناظر مجلس در شورای معادن استان یزد است.

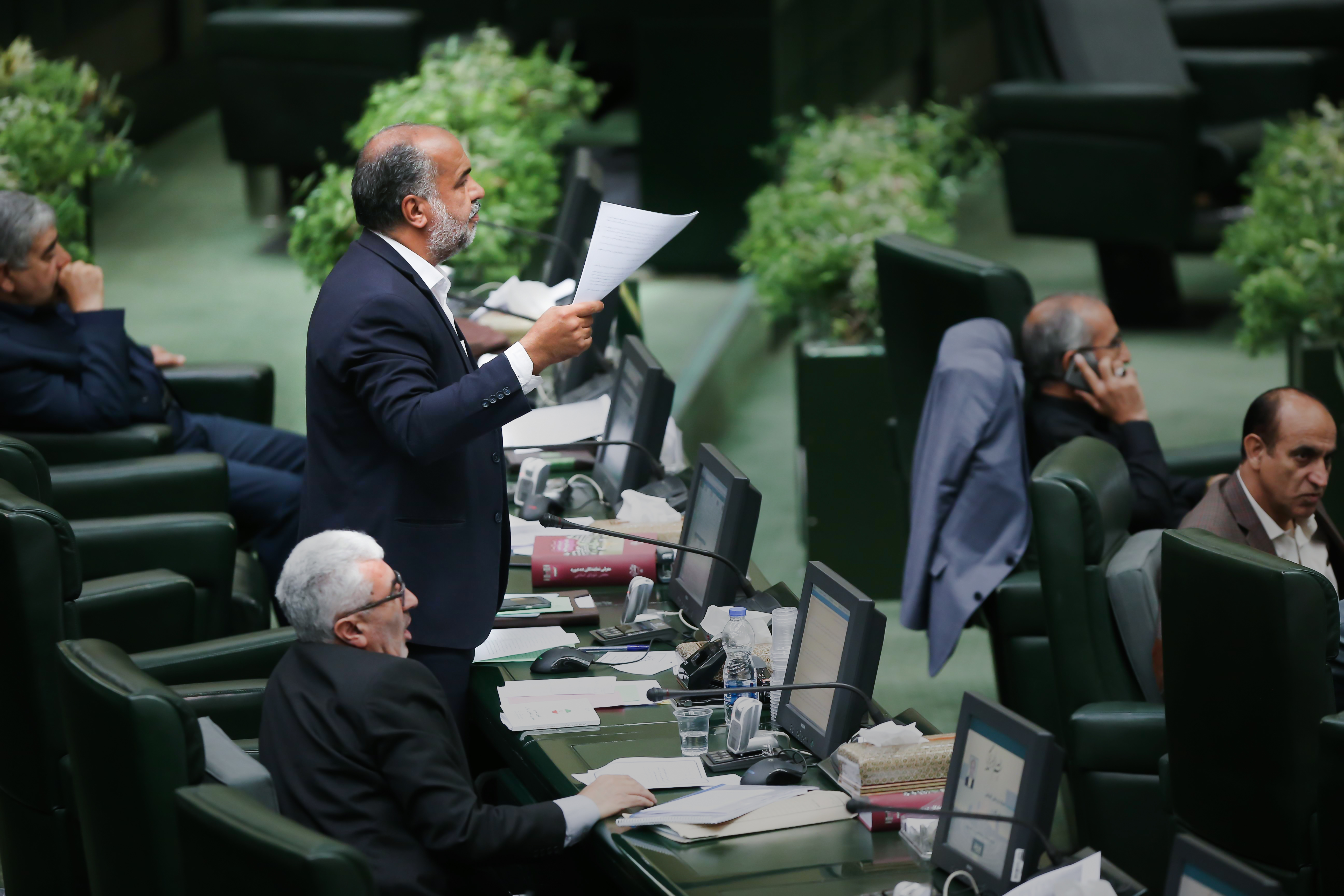

## نماینده حوزه انتخابیه مهریز در مجلس دهم
محمدرضا صباغیان بافقی در دهمین دوره انتخابات مجلس شورای اسلامی که به عنوان نامزد مستقل حضور داشت، در دور اول از مجموع ۱۱۵ هزار و ۴۳ رأی مأخوذه، با کسب ۲۷ هزار و ۴۸۳ رأی و محمدرضا بابایی با کسب ۲۲ هزار و ۱۴۱ رأی به دور دوم راه یافتند. در دور دوم محمدرضا صباغیان توانست با کسب ۴۲ هزار و ۱۵۹ رأی از مجموع ۷۳ هزار و ۲۲۳ رأی مأخوذه صحیح (معادل ۵۷ و ۶ دهم درصد آرا)، به‌عنوان نماینده ابرکوه، بافق، بهاباد، خاتم و مهریز، وارد مجلس دهم شود.

## سوابق اجرایی
- مدیر کل پدافند غیر عامل استان یزد[۵]
- شهردار بافق
- عضو شورای اسلامی شهر بافق
- دبیر و مدرس سیاسی آموزش و پرورش
- وکیل کشاورزان مزرعه فاضلیه بافق

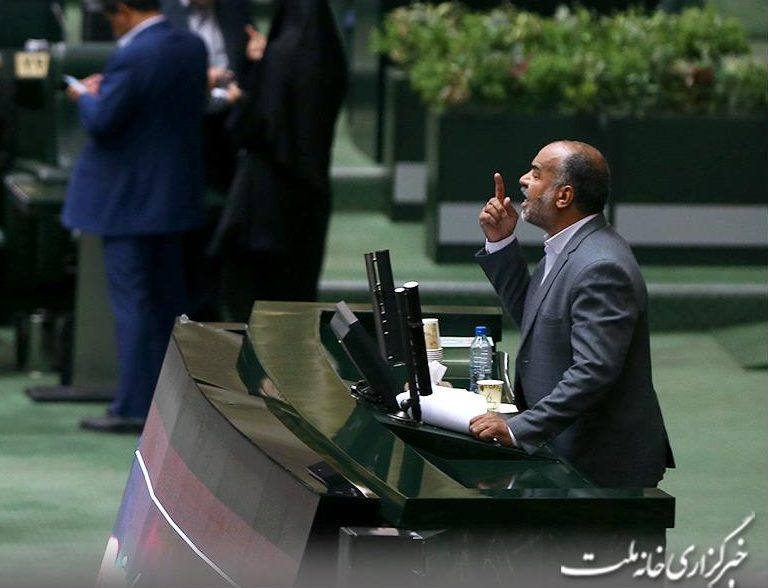

- نماینده کارگران شرکت سنگ آهن بافق جهت پیگیری مطالبات شهرستان
- رئیس خانه خیرین استان یزد
- رئیس هیئت مدیره مؤسسه خیریه علی بن ابی‌طالب بافق

## انتخابات ریاست‌جمهوری ۱۴۰۳
وی در انتخابات ریاست‌جمهوری سال ۱۴۰۳ به صورت مستقل ثبت‌نام کرد. صلاحیت وی توسط شورای نگهبان رد شد.